# 西山町
西山町（にしやままち）は、新潟県刈羽郡にあった、日本海に面していた町。柏崎市への通勤率は31.7%（平成12年国勢調査）。2005年5月1日に高柳町とともに柏崎市へ編入合併したため消滅した。なお、2015年3月31日まで旧西山町の区域には西山町（にしやまちょう）という名の地域自治区が設置されていた。

## 地理
- 山:
- 河川: 別山川
- 湖沼: 長嶺大池

## 隣接していた自治体
- 柏崎市
- 長岡市
- 刈羽郡：刈羽村
- 三島郡：出雲崎町

## 歴史

### 沿革
- 1889年（明治22年）4月1日 - 町村制施行に伴い刈羽郡石地町，二田村，長谷村，大田村，別山村，中川村，内郷村が成立。
- 1899年（明治32年）4月14日 - 二田村，長谷村が合併して二田村となる。
- 1901年（明治34年）11月1日
  - 石地町，大田村が合併して石地町となる。
  - 別山村，中川村が合併して内郷村となる。
- 1956年（昭和31年）9月30日 - 石地町，内郷村が合併して朝日町となる。
- 1959年（昭和34年）4月10日 - 朝日町，二田村の一部が合併して西山町となる。二田村の残部は刈羽村へ編入。
- 2005年（平成17年）5月1日 高柳町と共に柏崎市に編入され消滅。

## 行政
- 江尻勇（1964年9月から1988年9月）
- 駒野忠夫（1988年9月から1990年7月）
- 三富利郎（1998年7月10日から）

## 経済

### 産業

#### 鉱工業
- 西山油田
- 西山工業団地 - 新潟県内初の民活工業団地として1988年7月に分譲開始[2]。越後交通と吉原組の共同出資企業、長峰地所によって事業化された[2]。

町内に拠点を置いた主な企業
- YKK 工場

#### 漁港
- 石地漁港

## 姉妹都市・提携都市

### 海外
- 淮安市（中国）

## 教育
- 西山中学校
- 石地小学校
- 内郷小学校
- 二田小学校

## 交通

### 鉄道路線
- 東日本旅客鉄道（JR東日本）越後線
  - 西山駅 - 礼拝駅 - 石地駅

### 道路
高速道路
北陸自動車道西山インターチェンジ
一般国道
- 国道116号
- 国道352号

都道府県道（主要地方道）
- 新潟県道23号柏崎高浜堀之内線
- 新潟県道48号長岡西山線

## 名所・旧跡・観光スポット・祭事・催事
- 道の駅西山ふるさと公苑
  - 田中角栄記念館 - 1998年オープン[3]。
- 草生水まつり
- 草生水献上場
- 石地海水浴場
- 石地フィッシングセンター - 1989年オープン[4][5]。
- 石地シーサイドカントリークラブ
- 長嶺大池

## 著名な出身者
- 田中角栄（内閣総理大臣）
- 田中真紀子（元外務大臣）
- 三宮幸雄（埼玉県北本市長）
- 内藤久寛（日本石油の創業者・明治期の石油産業の開拓者）
- 増井修（音楽評論家・元『ロッキング・オン』編集長）